# Exposición Marítima Internacional de Cádiz (1887)
En 1887 surge la idea de organizar en Cádiz una Exposición Marítima Internacional, siendo sus objetivos principales la creación de un clima propicio para desarrollar una nueva factoría naval en la Bahía de Cádiz. 
Pronto se obtienen apoyos destacados, y en pocos meses se constituyó un capital inicial de 300.000 pesetas. Se diseñaron los planos de las instalaciones, y se cursaron invitaciones a varias industrias españolas y extranjeras, acometiéndose las obras en la entonces llamada dársena de Lacaisagne y en la que hoy está enclavado el dique seco Virgen del Rosario. En agosto de 1887 el ministro de Estado, Segismundo Moret, inaugura oficialmente la exposición en nombre del rey con la asistencia, entre otros, del duque de Edimburgo y los duques de Génova.
En el certamen se exponían calderas, cañones, máquinas, y diversos armamentos, planos, equipos náuticos, modelos a escala de buques de guerra de todos los tipos; proyectos de diques y varaderos, instrumentos de navegación... La muestra ocupaba una superficie de 180.000 m², de los cuales 40.000 se habían ganado al mar. La exposición logró su objetivo inicial de fomentar la creación de nuevas industrias navales.
- Datos: Q5853493